# Serra Dois Irmãos
A Serra Dois Irmãos é uma serra brasileira, localizada no atual estado de Alagoas, no município de Viçosa, às margens do rio Paraíba do Meio. À época do Quilombo dos Palmares, fazia parte da Capitania de Pernambuco.
Tem uma altura de aproximadamente 400m. Supõe-se que tenha sido o local da morte de Zumbi dos Palmares em 20 de novembro de 1695.

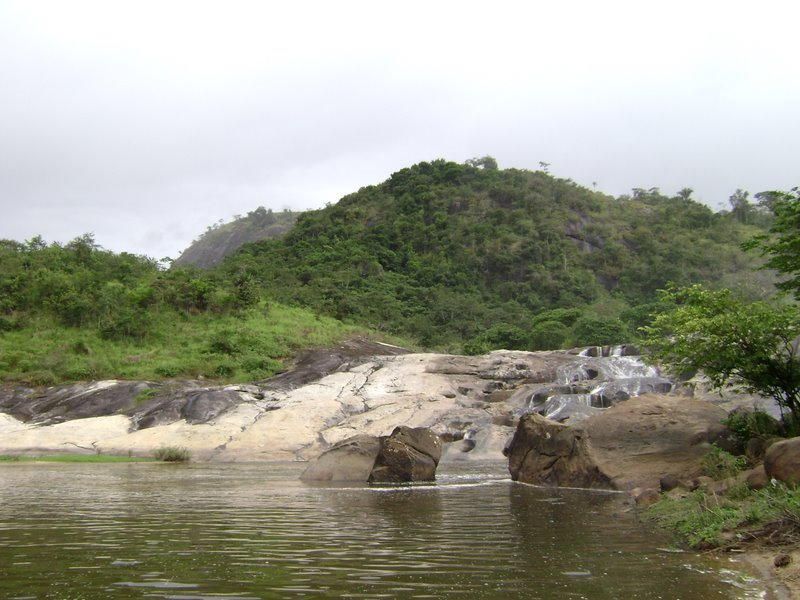